# Lista över världsrekord i friidrott satta 2019
Det här är en lista över världsrekord i friidrott satta 2019.

## Utomhus
| Idrottare                                                        | Land          | Gren                       | Rekord  | Tävling                       | Plats      | Datum             | Gällde till       |
| ---------------------------------------------------------------- | ------------- | -------------------------- | ------- | ----------------------------- | ---------- | ----------------- | ----------------- |
| Julien Wanders                                                   | Schweiz       | 5 km män                   | 13.29   | 5 km Herculis                 | Monaco     | 17 februari 2019  | 6 april 2019      |
| Sifan Hassan                                                     | Nederländerna | 5 km kvinnor (omixat lopp) | 14.44   | 5 km Herculis                 | Monaco     | 17 februari 2019  | 12 september 2021 |
| Liu Hong                                                         | Kina          | 50 km gång kvinnor         | 3:59.15 |                               | Huangshan  | 9 mars 2019       | gäller 2022       |
| Edward Cheserek                                                  | Kenya         | 5 km män                   | 13.29   | Carlsbad 5000                 | Carlsbad   | 7 april 2019      | 9 november 2019   |
| Sifan Hassan                                                     | Nederländerna | 1 engelsk mil kvinnor      | 4.12,33 | Herculis                      | Monaco     | 12 juli 2019      | gäller 2022       |
| Dalilah Muhammad                                                 | USA           | 400 m häck kvinnor         | 52,20   | Amerikanska mästerskapen      | Des Moines | 28 juli 2019      | 4 oktober 2019    |
| Geoffrey Kamworor                                                | Kenya         | Halvmaraton män            | 58.01   | Copenhagen Half Marathon      | Köpenhamn  | 15 september 2019 | 6 december 2020   |
| USA: Tyrell Richard, Jessica Beard, Jasmine Blocker, Obi Igbokwe | USA           | 4 x 400 m mixad            | 3.12,42 | Världsmästerskapen            | Doha       | 28 september 2019 | 29 september 2019 |
| USA: Wil London, Allyson Felix, Courtney Okolo, Michael Cherry   | USA           | 4 x 400 m mixad            | 3.09,34 | Världsmästerskapen            | Doha       | 29 september 2019 | gäller 2022       |
| Dalilah Muhammad                                                 | USA           | 400 m häck kvinnor         | 52,16   | Världsmästerskapen            | Doha       | 4 oktober 2019    | 27 juni 2021      |
| Brigid Kosgei                                                    | Kenya         | Maraton kvinnor            | 2:14.04 | Chicago Marathon              | Chicago    | 13 oktober 2019   | gäller 2022       |
| Robert Keter                                                     | Kenya         | 5 km män                   | 13.22   |                               | Lille      | 9 november 2019   | 12 januari 2020   |
| Joshua Cheptegei                                                 | Uganda        | 10 km män                  | 26.38   | 10K Valencia Trinidad Alfonso | Valencia   | 1 december 2019   | 12 januari 2020   |

## Inomhus
| Idrottare                                                                           | Land     | Gren              | Rekord  | Tävling                        | Plats      | Datum            | Gällde till      |
| ----------------------------------------------------------------------------------- | -------- | ----------------- | ------- | ------------------------------ | ---------- | ---------------- | ---------------- |
| University of Houston: Amere Lattin, Obi Igbokwe, Jermaine Holt, Kahmari Montgomery | USA      | 4 x 400 m män     | 3.01,51 | Tiger Paw Invitational         | Clemson    | 9 februari 2019  | gäller 2022      |
| Samuel Tefera                                                                       | Etiopien | 1 500 m män       | 3.31,04 | Birmingham Indoor Grand Prix   | Birmingham | 16 februari 2019 | 17 februari 2022 |
| Yomif Kejelcha                                                                      | Etiopien | 1 engelsk mil män | 3.47,01 | Bruce Lehane Invitational Mile | Boston     | 3 mars 2019      | gäller 2022      |

## U20-rekord
| Idrottare                                                        | Land    | Gren               | Rekord | Tävling                           | Plats    | Datum             | Gällde till       |
| ---------------------------------------------------------------- | ------- | ------------------ | ------ | --------------------------------- | -------- | ----------------- | ----------------- |
| USA: Arian Smith, Justin Ofotan, Marcellus Moore, Matthew Boling | USA     | 4 x 100 m pojkar   | 38,62  | Panamerikanska juniormästerskapen | San José | 21 juli 2019      | 22 augusti 2021   |
| Brittany Anderson                                                | Jamaica | 100 m häck flickor | 12,79  | Motonet GP                        | Joensuu  | 24 juli 2019      | 24 juli 2019      |
| Brittany Anderson                                                | Jamaica | 100 m häck flickor | 12,71  | Motonet GP                        | Joensuu  | 24 juli 2019      | gäller 2022       |
| Jaroslava Mahutjich                                              | Ukraina | Höjdhopp flickor   | 2,02   | Världsmästerskapen                | Doha     | 30 september 2019 | 30 september 2019 |
| Jaroslava Mahutjich                                              | Ukraina | Höjdhopp flickor   | 2,04   | Världsmästerskapen                | Doha     | 30 september 2019 | gäller 2022       |

## U20-inomhusrekord
| Idrottare           | Land    | Gren             | Rekord  | Tävling          | Plats      | Datum            | Gällde till     |
| ------------------- | ------- | ---------------- | ------- | ---------------- | ---------- | ---------------- | --------------- |
| Jaroslava Mahutjich | Ukraina | Höjdhopp flickor | 1,99    |                  | Hustopeče  | 26 januari 2019  | 18 januari 2020 |
| Jakob Ingebrigtsen  | Norge   | 1 500 m pojkar   | 3.36,02 | PSD Bank Meeting | Düsseldorf | 20 februari 2019 | gäller 2022     |